# Conus hieroglyphus
Conus hieroglyphus é uma espécie de gastrópode do gênero Conus, pertencente a família Conidae.